# Erik XIV di Svezia
Erik XIV Vasa (Stoccolma, 13 dicembre 1533 – Örbyhus, 26 febbraio 1577) fu re di Svezia dal 1560 al 1568.
Erik era il figlio primogenito di Gustavo I di Svezia e della di lui prima moglie Caterina di Sassonia-Lauenburg (1513 – 1535). Egli fu anche regnante dell'Estonia dopo la sua conquista a opera della Svezia nel 1561.
Pur essendo ricordato come dotato d'intelligenza e di spirito artistico, nonché di ambizioni politiche, durante i suoi primi anni di regno aveva dato segni di instabilità mentale, condizione che lo avrebbe poi portato alla pazzia. Erik soffriva infatti di schizofrenia che alcuni attribuivano al tribolato periodo della sua gioventù nel quale si erano verificati i fatti di sangue del partito Sture.
Erik, deposto e imprigionato, venne successivamente avvelenato come hanno confermato le analisi sui suoi resti condotte nel 1958 dove sono state ritrovate tracce di arsenico.

## Biografia

### I primi anni

Erik in un ritratto giovanile

Eril XIV nacque al castello di Tre Kronor, alle 9.00 di mattina del 13 dicembre 1533. Prima dell'età di due anni egli perse la madre. Nel 1536 suo padre, Gustavo Vasa, si risposò con Margaret Leijonhufvud (1516–55), una nobildonna svedese.
Erik fu educato da alcuni tra i migliori docenti dell'epoca come Georg Norman e il calvinista francese Dionysius Beurreus che curò anche l'educazione di suo fratello minore Giovanni. Erik si appassionò in particolare all'astronomia, alle lingue straniere, alla matematica e alle scienze politiche, divenendo un uomo di larghe e moderne vedute, dimostrando importanti qualità politiche ancora prima di salire al trono. Erik era dotato particolarmente anche nello studio della storia ed eccelleva nella scrittura (ove eccelleva in particolare in logica e retorica), suonando anche il liuto.
Quando Erik iniziò a compiere le sue prime apparizioni pubbliche, egli era conosciuto con il soprannome di "re scelto" (in svedese: utvald konung) e dopo l'incontro con il parlamento a Stoccolma nel 1560 egli ricevette il titolo di "re ereditario" (arvkonung).
Nel 1557 Erik ricevette i feudi di Kalmar, Kronoberg e Öland, prendendo residenza ufficiale nella prima città.
Contro il volere del padre Erik iniziò alcuni negoziati matrimoniali con la principessa Elisabetta Tudor (poi regina d'Inghilterra con il nome di Elisabetta I), facendo accrescere le tensioni tra padre e figlio. Egli abbandonò questo progetto nel 1560 all'improvvisa morte del padre per poi gettarsi su altre proposte matrimoniali importanti come quelle rivolte a Maria di Scozia, Renata di Lorena, Anna di Sassonia e Cristina d'Assia.

### Il regno

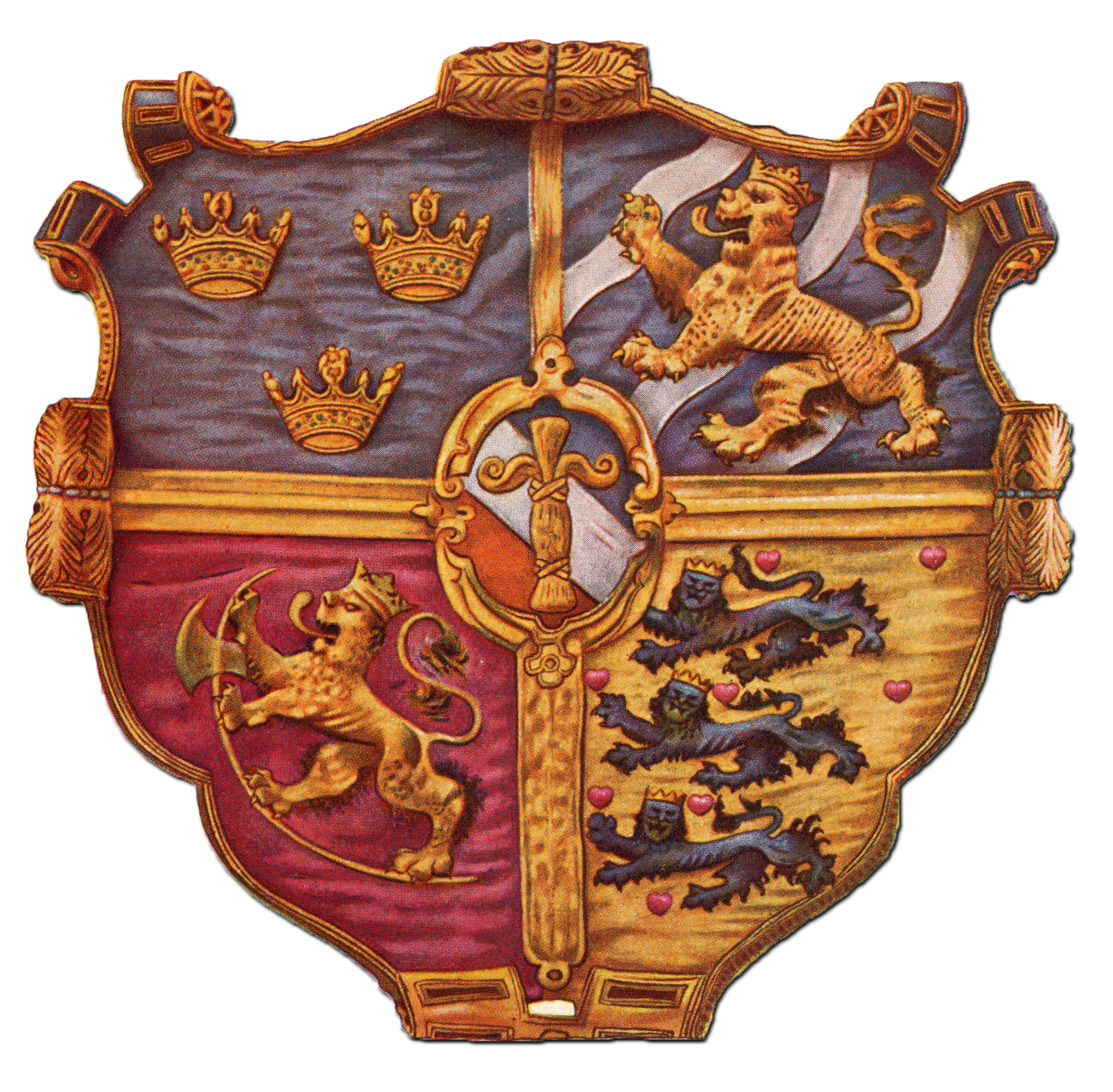
Stemma della Svezia durante il regno di Erik XIV.

Alla morte del padre, nel 1560, Erik venne incoronato nuovo sovrano di Svezia con il nome di Erik XIV. Su questa successione numerale a lungo si è discusso perché difatti Erik non era il quattordicesimo sovrano svedese a portare quel nome, ma egli (così come farà poi suo fratello Carlo IX, regnante dal 1604 al 1611) adotterà il numerale XIV secondo la "Storia di Svezia", un'opera fittizia e celebrativa scritta da Johannes Magnus. Di comprovate fonti storiche, si sa che sei erano stati i precedenti re svedesi ad avere avuto il nome di Erik.
A differenza del padre, che per necessità aveva dovuto consolidare il suo potere interno, Erik tentò di espandere la sua influenza anche al di fuori del suo stato, nella regione baltica e nell'Estonia, facendo della Svezia una grande potenza per la prima volta nella sua storia. Questo espansionismo, portò a contrasti tra Erik XIV la Lega anseatica nonché con suo cugino Federico II di Danimarca (1534–88). Gran parte del regno di Erik XIV venne dominato dalla guerra livoniana e dalla guerra del nord dei sette anni contro la Danimarca (1563–70), durante la quale egli riuscì a respingere tutti i tentativi di conquista operati dalla Danimarca, ma non fu in grado di mantenere nelle proprie mani alcune delle conquiste conseguite.
Nella politica interna le ambizioni di Erik avevano incontrato la netta opposizione della nobiltà svedese tra cui quella del suo fratellastro, il futuro Giovanni III di Svezia (1537–92). Giovanni era Duca di Finlandia e aveva sposato una principessa polacca, il che lo rendeva favorevole a mantenere buoni rapporti con la Polonia. L'unico punto di contatto favorevole tra i due fratelli fu la conquista della Livonia (oggi Estonia, Lettonia e Lituania).
Dal 1563 la pazzia di Erik iniziò a divenire più pronunciata; il suo regno venne marcatamente segnato da numerosi episodi di violenza. Nel 1567, sospettoso di tradimenti continui, Erik fece uccidere molti membri della famiglia Sture (Sturemorden), trafiggendo personalmente Nils Sture con la sua spada.
Dopo questi fatti di sangue Erik fece imprigionare per alto tradimento anche il fratello Giovanni che fomentava la nobiltà contro di lui. Nel 1568, i duchi e la nobiltà svedese si ribellarono a questo status delle cose cogliendo l'occasione che il sovrano era intenzionato a sposare una sua concubina di origini umili, Karin Månsdotter. Il matrimonio avvenne comunque, ma Erik venne detronizzato e imprigionato dal duca Giovanni che prese da quel momento il potere. Uno dei consiglieri più fidati di Erik, Jöran Persson (1530–68), fu il capro espiatorio delle esecuzioni condotte e poco dopo l'ascesa di Giovanni III al trono egli venne ucciso.
A Erik XIV, alla moglie, e alla sua discendenza venne negato il diritto di successione al trono svedese e vennero privati di tutte le proprietà terriere. Erik venne tenuto prigioniero in molti castelli in Svezia e in Finlandia per approdare infine al castello di Örbyhus ove morì nel 1577, ormai completamente impazzito, probabilmente su istigazione del fratello ormai succedutogli: secondo la tradizione popolare, il suo ultimo pasto fu una zuppa di piselli avvelenata. Un documento siglato da suo fratello Giovanni III e da un nobile, Bengt Bengtsson Gylta (1514–74), dava alle guardie carcerarie di Erik il permesso di avvelenarlo se avesse tentato di fuggire. A tale proposito nel 1958 sono state eseguite delle analisi sui suoi resti ove sono state ritrovate tracce di arsenico che confermerebbero la tesi dell'avvelenamento. Le sue spoglie sono oggi conservate presso la Cattedrale di Västerås e la cosa curiosa e che al suo cadavere, dopo la morte, vennero amputati i piedi. Questa era tradizione comune del mondo antico svedese per prevenire che i morti (in particolare coloro che erano morti di morte violenta) potessero risvegliarsi e riprendere a camminare per tormentare i vivi.

## Opere

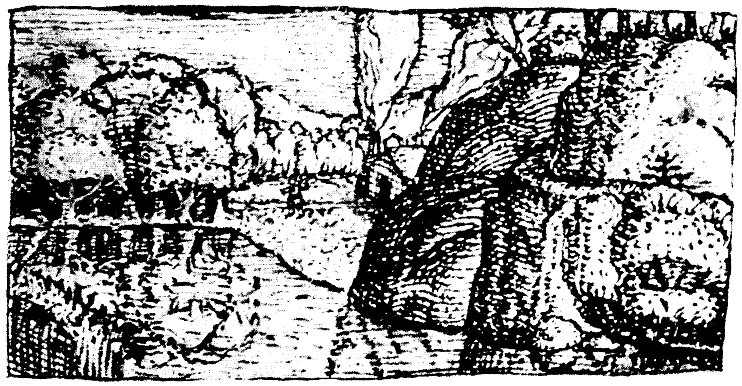
Disegno a penna di Erick XIV per l'opera "De situ orbis" di Strabone.

Durante la prigionia condivisa con la moglie Karin Månsdotter, Erik scrisse alcune opere letterarie. Egli eseguì una traduzione in svedese (ora perduta) dell'opera in latino Historia de omnibus gothorum sueonumque regibus di Johannes Magnus, continuando anche a tenere un diario personale. Per scrivere egli utilizzava un pennino in legno intagliato da lui, oltre a fuliggine e acqua.
Alcune sue note personali che sono giunte fino a noi, si trovano oggi conservate presso la Biblioteca reale di Stoccolma, scritti nei quali egli tentava di perorare la causa di sua moglie e della sua discendenza rispetto ai diritti sul trono svedese. Egli si distinse in questo periodo anche come valente artista, traducendo l'opera di Strabone "De situ orbis" in svedese (oggi conservata presso la biblioteca dell'Accademia Reale di Stoccolma), per la quale fece anche moltissimi disegni.

## Discendenza

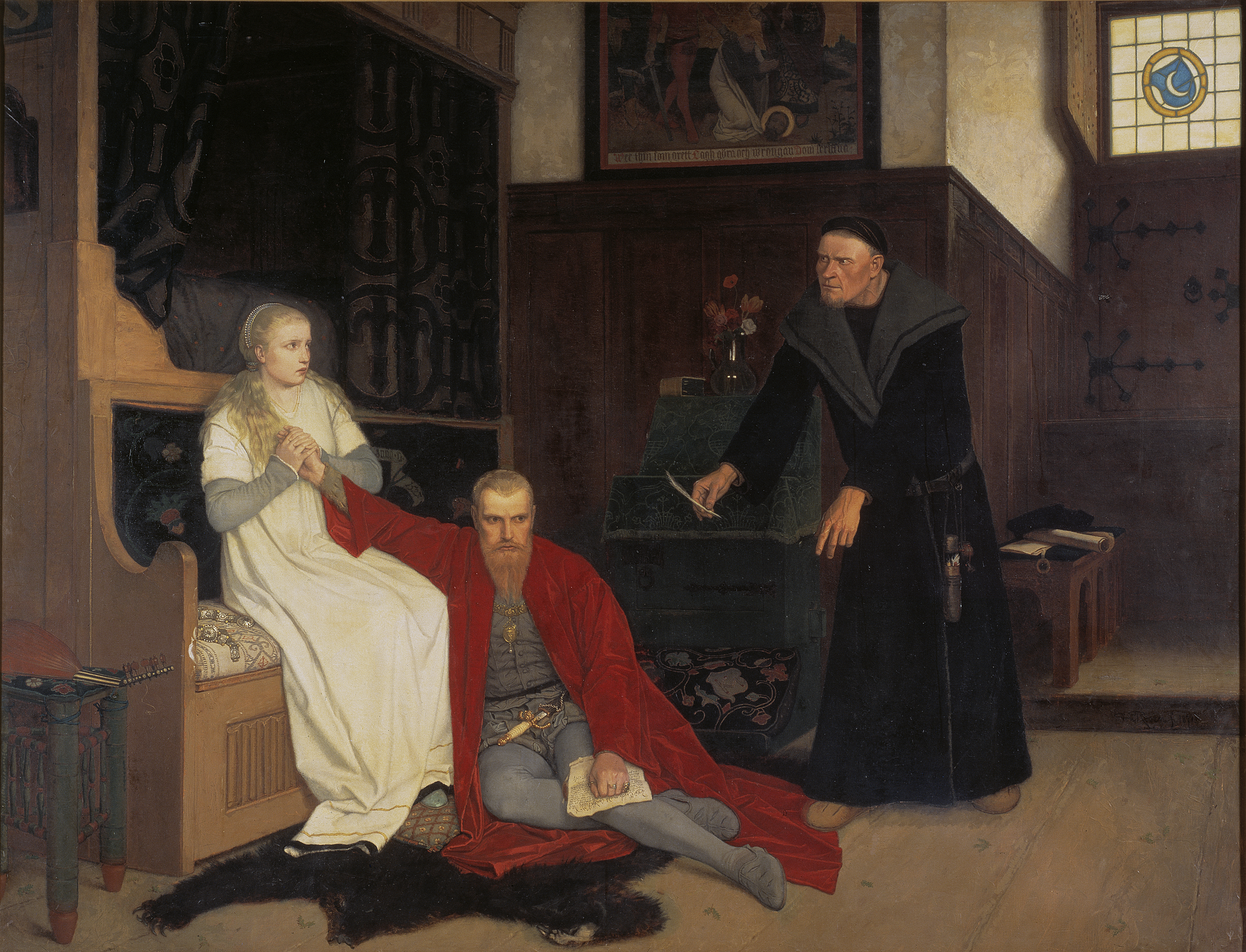
Karin Månsdotter, Eric XIV e Jöran Persson, in un dipinto di Georg von Rosen del 1871.

Eric XIV ebbe molte relazioni prima del matrimonio. Con Agda Persdotter egli ebbe tre figlie:
1. Virginia Eriksdotter (1559–1633) (ebbe discendenza)
2. Constantia Eriksdotter (1560–1649) (ebbe discendenza)
3. Lucretia Eriksdotter (1564–dopo il 1574) morì giovane

Dall'amante Karin Jacobsdotter ebbe un figlio dal nome sconosciuto, morto nell'aprile del 1565.
Forse dall'amante x :
1 Margareta Eriksdotter (1558–1618), sposò nel 1592 Olov Simonsson, vicario di Horn
Eric XIV infine sposò Karin Månsdotter (1550–1612), il 4 luglio 1568, dalla quale ebbe:
1. Sigrid (1566–1633) (nata primo del matrimonio), sposò due nobiluomini svedesi;
2. Gustavo (1568–1607) (nato prima del matrimonio), mercenario;
3. Enrico (1570–1574);
4. Arnoldo (1572–1573).

https://www.adelsvapen.com/genealogi/Vasa#TAB_9
https://www.geni.com/people/Kuningas-Erik-XIV/4371107?through=6000000007480656314
https://www.geni.com/people/Agda-Caritas-Persdotter/6000000000190305765?through=4371107
https://www.geni.com/people/Margareta-Eriksdotter/6000000007480656314

## Ascendenza
|                                    |                                  |                                    | Genitori                           |  |  | Nonni |  |  | Bisnonni                 |  |  | Trisnonni            |  |
|                                    |                                  |                                    |                                    |  |  |       |  |  | Johan Kristiernsson Vasa |  |  | Krister Nilsson Vasa |  |
|                                    |                                  |                                    |                                    |  |  |       |  |  | Johan Kristiernsson Vasa |  |  | Krister Nilsson Vasa |  |
|                                    |                                  | Margareta Eriksdotter Krummedige   |                                    |  |  |       |  |  | Johan Kristiernsson Vasa |  |  |                      |  |
| Erik Johansson Vasa                |                                  |                                    |                                    |  |  |       |  |  | Johan Kristiernsson Vasa |  |  |                      |  |
|                                    |                                  | Birgitta Gustavsdotter Sture       | Gustav Anundsson Sture             |  |  |       |  |  |                          |  |  |                      |  |
|                                    |                                  | Birgitta Gustavsdotter Sture       | Gustav Anundsson Sture             |  |  |       |  |  |                          |  |  |                      |  |
|                                    |                                  | Birgitta Gustavsdotter Sture       | Birgitta Stensdotter Bielke        |  |  |       |  |  |                          |  |  |                      |  |
| Gustavo I di Svezia                |                                  | Birgitta Gustavsdotter Sture       |                                    |  |  |       |  |  |                          |  |  |                      |  |
|                                    |                                  | Måns Karlsson Eka                  | Karl Magnusson Eka                 |  |  |       |  |  |                          |  |  |                      |  |
|                                    |                                  | Måns Karlsson Eka                  | Karl Magnusson Eka                 |  |  |       |  |  |                          |  |  |                      |  |
|                                    |                                  | Måns Karlsson Eka                  | Birgitta Arentsdotter Pinnow       |  |  |       |  |  |                          |  |  |                      |  |
| Cecilia Månsdotter Eka             |                                  | Måns Karlsson Eka                  |                                    |  |  |       |  |  |                          |  |  |                      |  |
|                                    |                                  | Sigrid Eskilsdotter Banér          | Eskil Isaksson Banér               |  |  |       |  |  |                          |  |  |                      |  |
|                                    |                                  | Sigrid Eskilsdotter Banér          | Eskil Isaksson Banér               |  |  |       |  |  |                          |  |  |                      |  |
|                                    |                                  | Sigrid Eskilsdotter Banér          | Cecilia Haraldsdotter Gren         |  |  |       |  |  |                          |  |  |                      |  |
| Erik XIV di Svezia                 |                                  | Sigrid Eskilsdotter Banér          |                                    |  |  |       |  |  |                          |  |  |                      |  |
|                                    | Giovanni V di Sassonia-Lauenburg | Bernardo III di Sassonia-Lauenburg |                                    |  |  |       |  |  |                          |  |  |                      |  |
|                                    | Giovanni V di Sassonia-Lauenburg | Bernardo III di Sassonia-Lauenburg |                                    |  |  |       |  |  |                          |  |  |                      |  |
|                                    | Giovanni V di Sassonia-Lauenburg | Adelaide di Pomerania-Stolp        |                                    |  |  |       |  |  |                          |  |  |                      |  |
| Magnus I di Sassonia-Lauenburg     | Giovanni V di Sassonia-Lauenburg |                                    |                                    |  |  |       |  |  |                          |  |  |                      |  |
|                                    |                                  | Dorotea di Brandeburgo             | Federico II di Brandeburgo         |  |  |       |  |  |                          |  |  |                      |  |
|                                    |                                  | Dorotea di Brandeburgo             | Federico II di Brandeburgo         |  |  |       |  |  |                          |  |  |                      |  |
|                                    |                                  | Dorotea di Brandeburgo             | Caterina di Sassonia               |  |  |       |  |  |                          |  |  |                      |  |
| Caterina di Sassonia-Lauenburg     |                                  | Dorotea di Brandeburgo             |                                    |  |  |       |  |  |                          |  |  |                      |  |
|                                    |                                  | Enrico IV di Brunswick-Lüneburg    | Guglielmo IV di Brunswick-Lüneburg |  |  |       |  |  |                          |  |  |                      |  |
|                                    |                                  | Enrico IV di Brunswick-Lüneburg    | Guglielmo IV di Brunswick-Lüneburg |  |  |       |  |  |                          |  |  |                      |  |
|                                    |                                  | Enrico IV di Brunswick-Lüneburg    | Elisabetta di Stolberg-Wernigerode |  |  |       |  |  |                          |  |  |                      |  |
| Caterina di Brunswick-Wolfenbüttel |                                  | Enrico IV di Brunswick-Lüneburg    |                                    |  |  |       |  |  |                          |  |  |                      |  |
|                                    |                                  | Caterina di Pomerania-Wolgast      | Eric II di Pomerania-Wolgast       |  |  |       |  |  |                          |  |  |                      |  |
|                                    |                                  | Caterina di Pomerania-Wolgast      | Eric II di Pomerania-Wolgast       |  |  |       |  |  |                          |  |  |                      |  |
|                                    |                                  | Caterina di Pomerania-Wolgast      | Sofia di Pomerania-Stolp           |  |  |       |  |  |                          |  |  |                      |  |
|                                    |                                  | Caterina di Pomerania-Wolgast      |                                    |  |  |       |  |  |                          |  |  |                      |  |